# کوه کیلی
کوه کیلی (به انگلیسی: Mount Cayley) یک آتشفشان چینه‌ای در کانادا است که در بریتیش کلمبیا واقع شده‌است. کوه کیلی ۲٬۳۸۵ متر بالاتر از سطح دریا واقع شده‌است.